# 魯納爾·馬爾·西古爾瓊森
魯納爾·馬爾·西古爾瓊森（1990年6月18日—）是一位冰島足球運動員。在場上的位置是中場。他於2013年開始效力於瑞典足球超級聯賽球隊辛斯華爾體操及體育會。他也代表冰島國家足球隊參賽。